# Regenpeilstein
Regenpeilstein ist ein Dorf und ein Gemeindeteil der zweieinhalb Kilometer nordöstlich gelegenen Stadt Roding und eine Gemarkung im Landkreis Cham.

## Geschichte
Die ehemals selbständige Gemeinde Regenpeilstein wurde 1946 nach Roding eingemeindet. Die Gemeinde hatte 1925 eine Fläche von 81,49 Hektar und die Gemeindeteile Haunried, Kienhof, Kienholz, Regenpeilstein, Rothenbirl und Wiesthal. Bei der Volkszählung am 25. Mai 1987 wurden 241 Einwohner festgestellt.